# Theophanu (HRR)

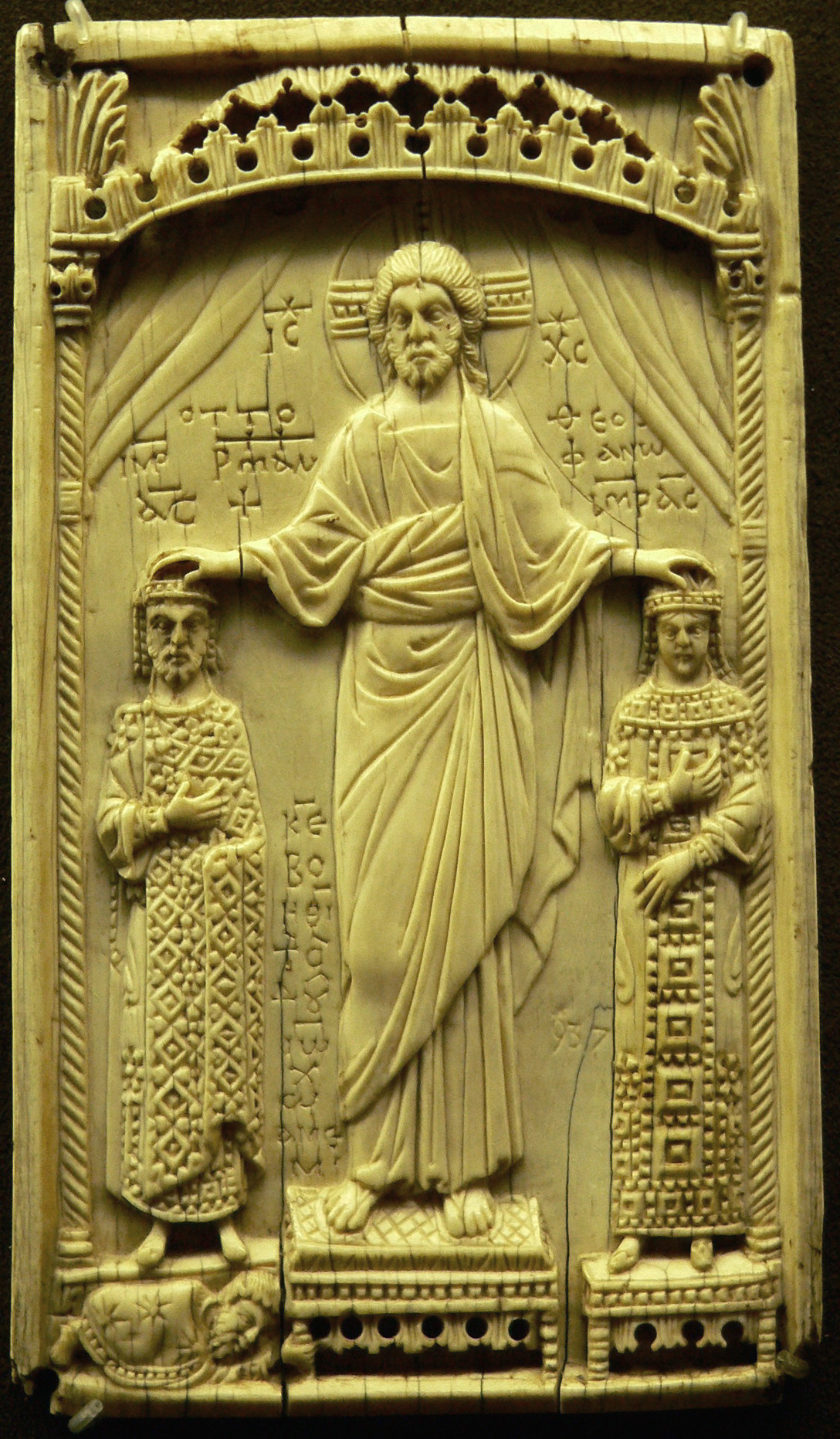
Otto II. und seine Gemahlin Theophanu, von Christus gekrönt und gesegnet; Relieftafel aus Elfenbein, etwa 982/983, Mailand (?), heute Musée de Cluny, Paris. (Neuere Forschungen legen nahe, dass es sich hierbei um eine Fälschung des 19. Jh. handelt.)

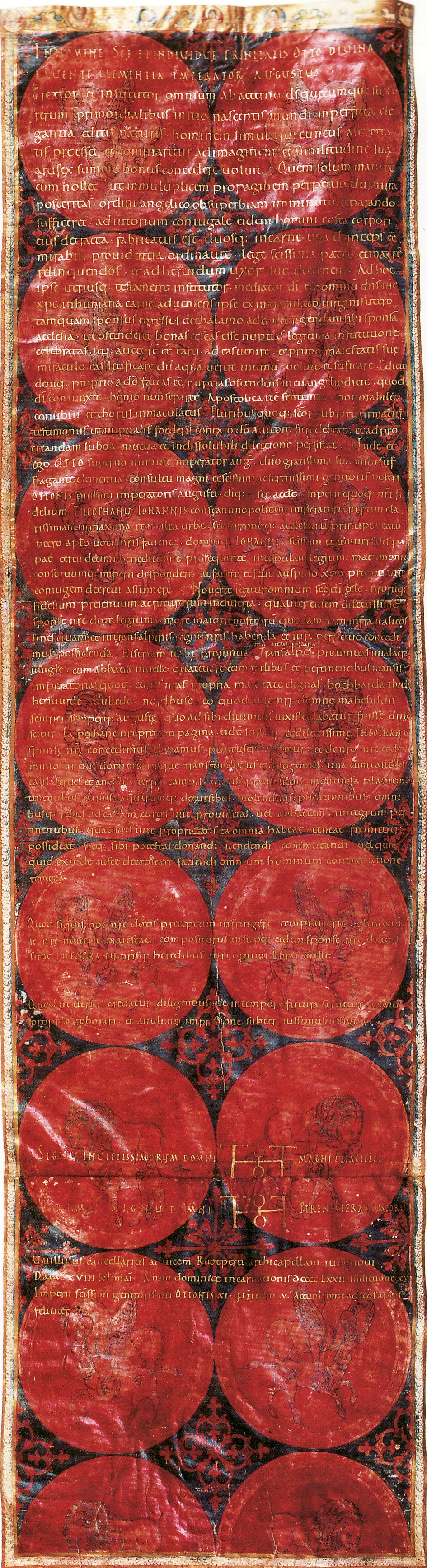
Heiratsurkunde von Theophanu und Otto

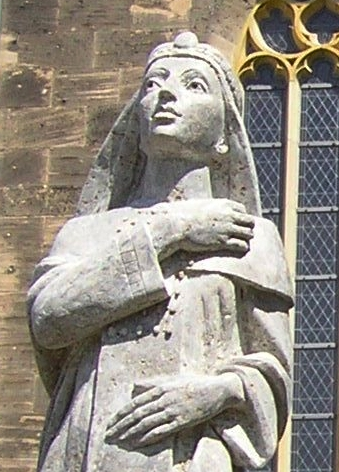
Statue der Theophanu vor der Marktkirche in Eschwege

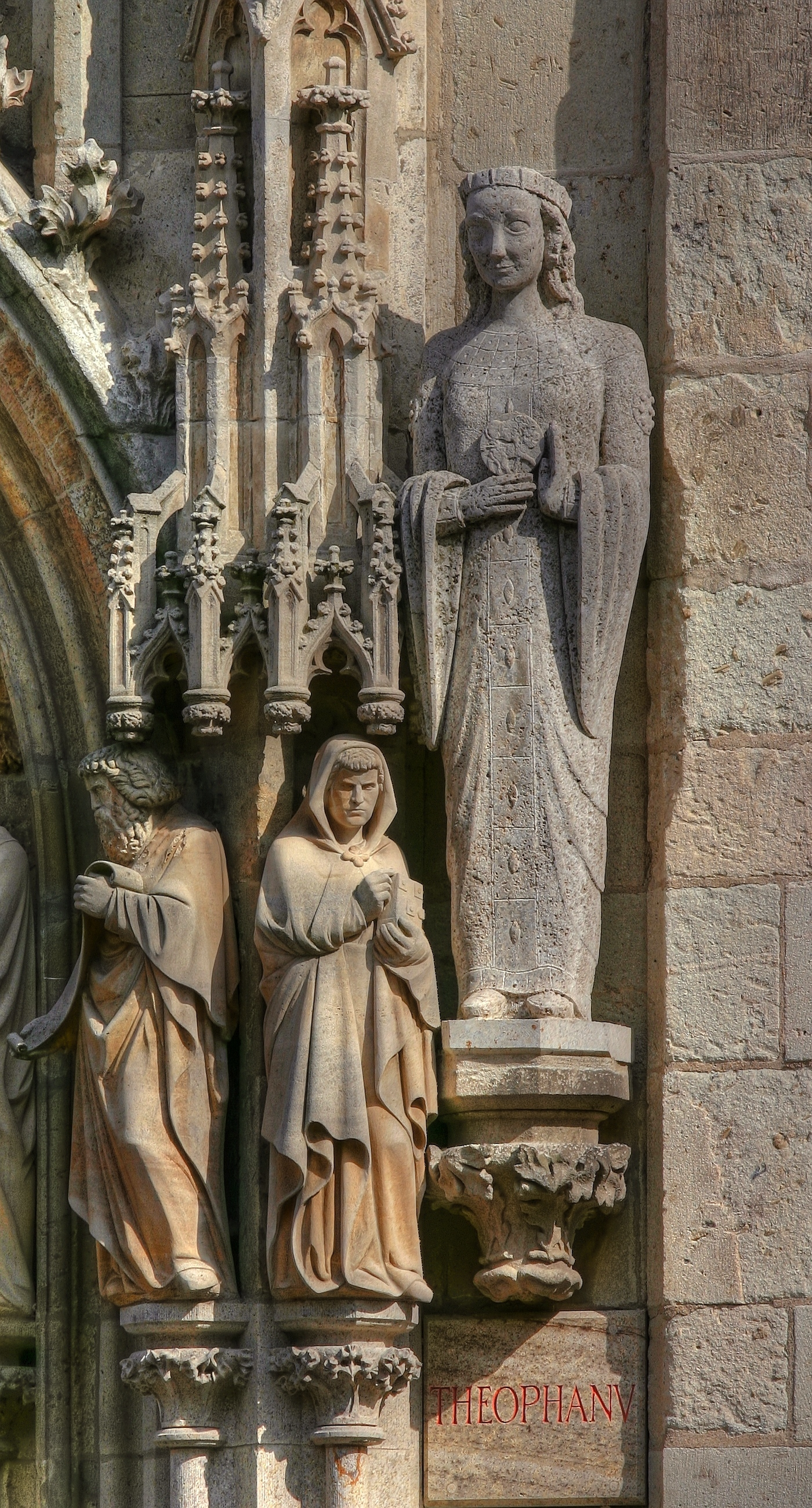
Figur der Theophanu am Rathausturm, Köln

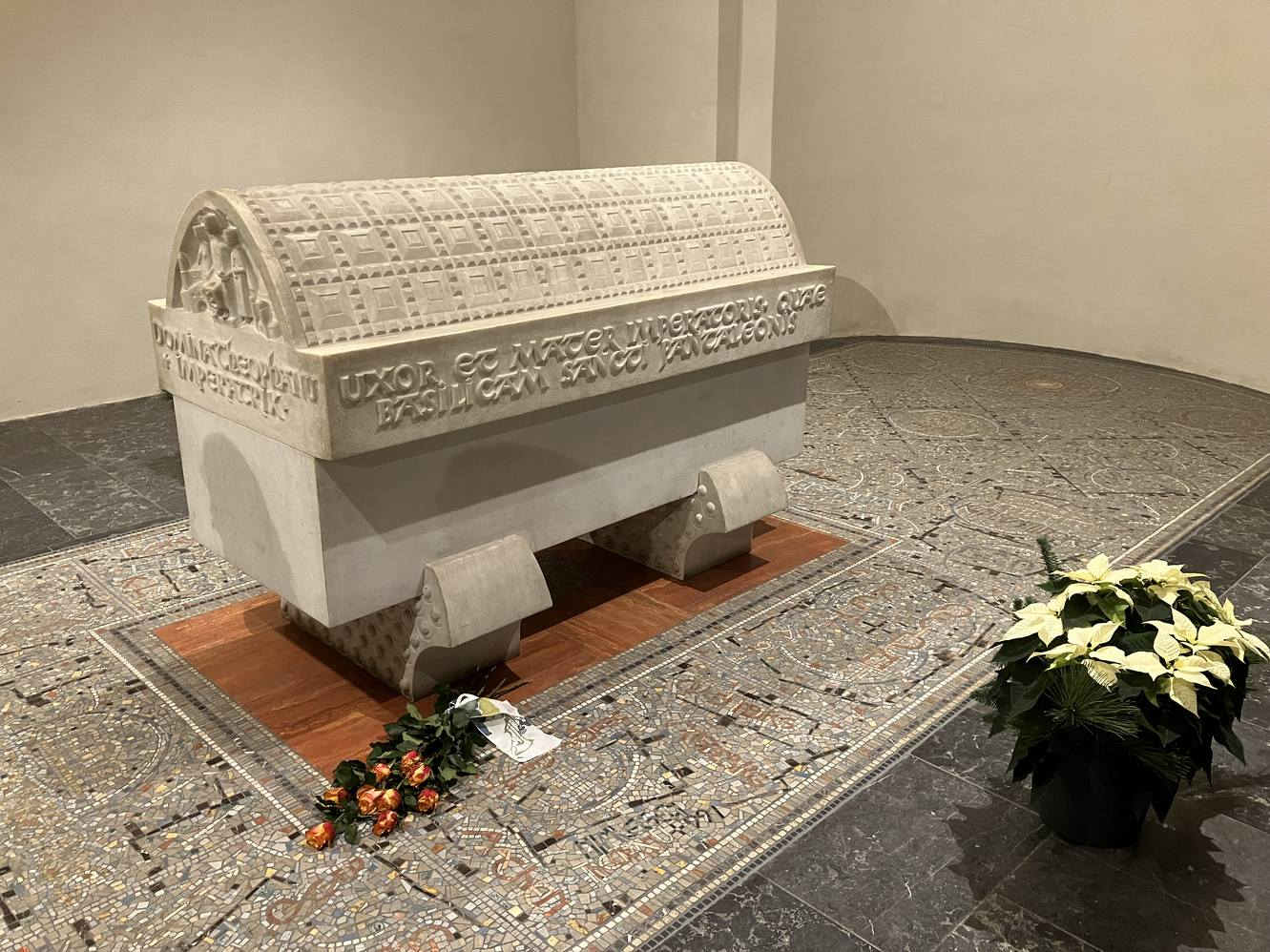
St. Pantaleon Köln, Neugestaltung (2024) Grablege der Theophanu

Theophanu (lateinisch und mittelgriechisch Θεοφανώ Theophano oder Θεοφάνια Theophania; * ca. 960, nach manchen Angaben 955, im Oströmischen Reich; † 15. Juni 991 in Nimwegen) war eine Nichte des byzantinischen Kaisers Johannes Tzimiskes, von 973 bis 983 als Ehefrau Kaiser Ottos II. Kaiserin des römisch-deutschen Reiches und anschließend bis zu ihrem Tod Regentin für ihren minderjährigen Sohn Otto III. Sie war eine der einflussreichsten Frauen des Mittelalters.
Der Name stammt aus dem byzantinischen Griechisch: Theophaneia (Θεοφάνεια) bedeutet „Gotteserscheinung“ (Theophanie).

## Leben und Wirken
Über die genaue Herkunft und über das Leben von Theophanu vor ihrer Heirat mit Otto II. gibt es keine Quellen. Weder Geburtsort noch -tag sind schriftlich überliefert. Insbesondere enthält die Heiratsurkunde entgegen den Gepflogenheiten der Zeit keine Angaben zu den Eltern der Braut, die lediglich als Nichte des oströmischen Kaisers Johannes Tzimiskes (* 925; † 976; reg. 969–976) bezeichnet wird. Sie war vermutlich die Tochter des patrikios (Feldherrn) Konstantin Skleros (* um 920; † nach 989), dessen Schwester, Maria Sklerina, Tzimiskes' erste Gattin war. Theophanus vermutliche Mutter, Sophia Phokaina, war die Tochter des Generals und Kuropalates Leon Phokas, des Bruders von Kaiser Nikephoros II. Somit könnte Theophanu die Großnichte dieses von Johannes Tzimiskes ermordeten Kaisers gewesen sein. Kaiser Johannes Tzimiskes selbst stammte aus dem armenischen Fürstenhaus der Kurkuas (armenisch Gurgen).
Seit 967 hatte Otto der Große bereits zwei Gesandtschaften zu Nikephoros II. nach Konstantinopel entsandt, die vergeblich um eine byzantinische Prinzessin als Gemahlin für seinen Sohn geworben hatten. Erst nach der Palastrevolte, durch die Johannes Tzimiskes Kaiser wurde, begannen erneute Verhandlungen. Die dritte Gesandtschaft unter Führung des Kölner Erzbischofs Gero hatte zwar Erfolg, brachte aber statt der von den Ottonen gewünschten Anna (* 963), der Tochter des verstorbenen Kaisers Romanos II., die junge Theophanu mit nach Italien. Einige Stimmen empfahlen Otto dem Großen, die Braut zurückzusenden, da sie keine purpurgeborene Kaisertochter war – ein Rat, dem Otto mit Rücksicht auf die Beziehungen zu Byzanz kaum folgen konnte.
So wurde Theophanu am 14. April 972 in Rom mit Otto II. vermählt und gekrönt. Aus der Ehe gingen fünf Kinder hervor: Sophia, die spätere Äbtissin von Gandersheim und Essen; Adelheid, die künftige Äbtissin von Quedlinburg und Vreden; Mathilde, die spätere Ehefrau von Pfalzgraf Ezzo; der künftige Kaiser Otto III. sowie ein weiteres, offenbar früh verstorbenes Kind.
Der Heiratsurkunde von Theophanu ist zu entnehmen, dass sie anlässlich ihrer Hochzeit in Rom von Papst Johannes XIII. zur Kaiserin gekrönt wurde. In etwa in einem Viertel aller Urkunden Ottos II. wird Theophanu erwähnt, was ihr Interesse an den Angelegenheiten des Reiches, ihre bevorzugte und einflussreiche Stellung sowie ihre enge Zusammenarbeit mit den Würdenträgern des Hofes bezeugt. Nach dem Tod seines Vaters erhob Kaiser Otto seine Ehefrau im April 974 zur „coimperatrix“ (Mitkaiserin).

## Regentschaft der Kaiserinnen (982–994)
Theophanu begleitete ihren Mann 982 auf einen Feldzug gegen die Sarazenen. Nach der Niederlage des Heeres in Capo Colonna starb Otto II. am 7. Dezember 983 überraschend an einer wohl falsch behandelten Malaria-Erkrankung. Willigis, der Erzbischof von Mainz, rief Theophanu und Adelheid von Burgund, die Mutter Ottos II., aus Italien nach Deutschland. Der dreijährige Otto III. war bereits am Weihnachtsfest 983 zum König gekrönt und gesalbt worden, weshalb Heinrich II., auch Heinrich der Zänker genannt, ihn entführte: Als nächster Vetter von Otto II. erhob Heinrich II. Ansprüche auf die Regentschaft und Vormundschaft des noch unmündigen Königs.
Auf dem Reichstag in Rara (Rohr bei Meiningen) 984 händigte er Theophanu ihr Kind jedoch wieder aus. Nach weiterer langer Auseinandersetzung mit Heinrich dem Zänker um die Krone wurde Theophanu im Mai 985 in Frankfurt am Main endgültig die Herrschaft zugesprochen; es bahnte sich die Erblichkeit der Krone im Reich an. Um ihre Position gegen die patriarchalen Strukturen des Ostfrankenreiches zu behaupten, berief sie 985 das Colloquium Dominarum ein und sicherte sich dort die Unterstützung der mächtigsten Frauen des Frankenreiches. Mit den zur gleichen Zeit in Konstantinopel regierenden Kaisern Basileios II. und Konstantin VIII. war Theophanu nicht blutsverwandt (entsprechende Behauptungen in der älteren Literatur entbehren jeder sachlichen Grundlage). Theophanu war bis zu ihrem Tod 991, auf dem Höhepunkt ihrer Macht, Regentin des ostfränkisch-deutschen Reiches.
Sie festigte zusammen mit ihrer Schwiegermutter Adelheid die Reichsherrschaft insbesondere in Lothringen und Italien, aber auch an der slawischen Ostgrenze (986 erschienen nach mehreren Feldzügen der Kaiserin die Slawenfürsten Böhmens und Polens in Frieden zum Hoftag zu Quedlinburg). Durch ihre kluge Machtpolitik gelang es, ihrem Sohn Otto III. den Kaiserthron zu sichern.
Theophanu ließ offizielle Dokumente in Ausübung ihrer Regierungsgewalt ausstellen und durchbrach damit die politischen Wirkungsmöglichkeiten der Kaiserinnen des römisch-deutschen Reiches des 10. und 11. Jahrhunderts, wenngleich die Dokumente im Namen des kaiserlichen Erbfolgers Otto III. geschrieben wurden. In der Ravennater Urkunde vom 1. April 990 signierte sie in byzantinischer Tradition als Kaiser – nicht als Kaiserin – eindrucksvoll als Theophanus Gratias Divina Imperator Augustos („Theophanus, durch göttliche Gnade erhabener Kaiser“), wie auch schon vor ihr Kaiserin Eirene und Kaiserin Theodora, die beide an Stelle ihrer Söhne regierten. Auch eine weitere Urkunde aus der Zeit des Italienaufenthaltes 990 ist mit dem Namen Theophanus ausgestellt. Von beiden Urkunden existieren nur noch Abschriften in der Vatikanischen Bibliothek in Rom. Die Jahre in der Urkunde wurden nach ihr gezählt, wie bei einem männlichen Kaiser, beginnend mit dem Jahre 972, dem Jahr ihrer Heirat und Krönung.
Kaiserin Theophanu starb nach kurzer Krankheit am 15. Juni 991 in der Pfalz Nimwegen und wurde auf ihrem Witwensitz in Köln in der Abteikirche St. Pantaleon bestattet. Nach dem Tode Theophanus konnte ihre Schwiegermutter, Kaiserin Adelheid, ohne Schwierigkeiten die Regentschaft für den Enkel Otto III. bis zu seiner Mündigkeit Ende 994 weiterführen.

## Kunsthistorischer Einfluss
Gerade in der Zeit um 1000 orientierte sich die Kunst im Reich an byzantinischen Vorbildern der Buchmalerei und Goldschmiedekunst; Theophanu brachte aus Konstantinopel ein Gefolge an Künstlern, Architekten und Kunsthandwerkern mit, durch die sich u. a. der Einfluss der byzantinischen Künste im Reich verbreitete. Weiterhin lässt sich die Verbreitung des Nikolausbrauchtums auf Theophanu zurückführen.

## Grabstätte St. Pantaleon in Köln

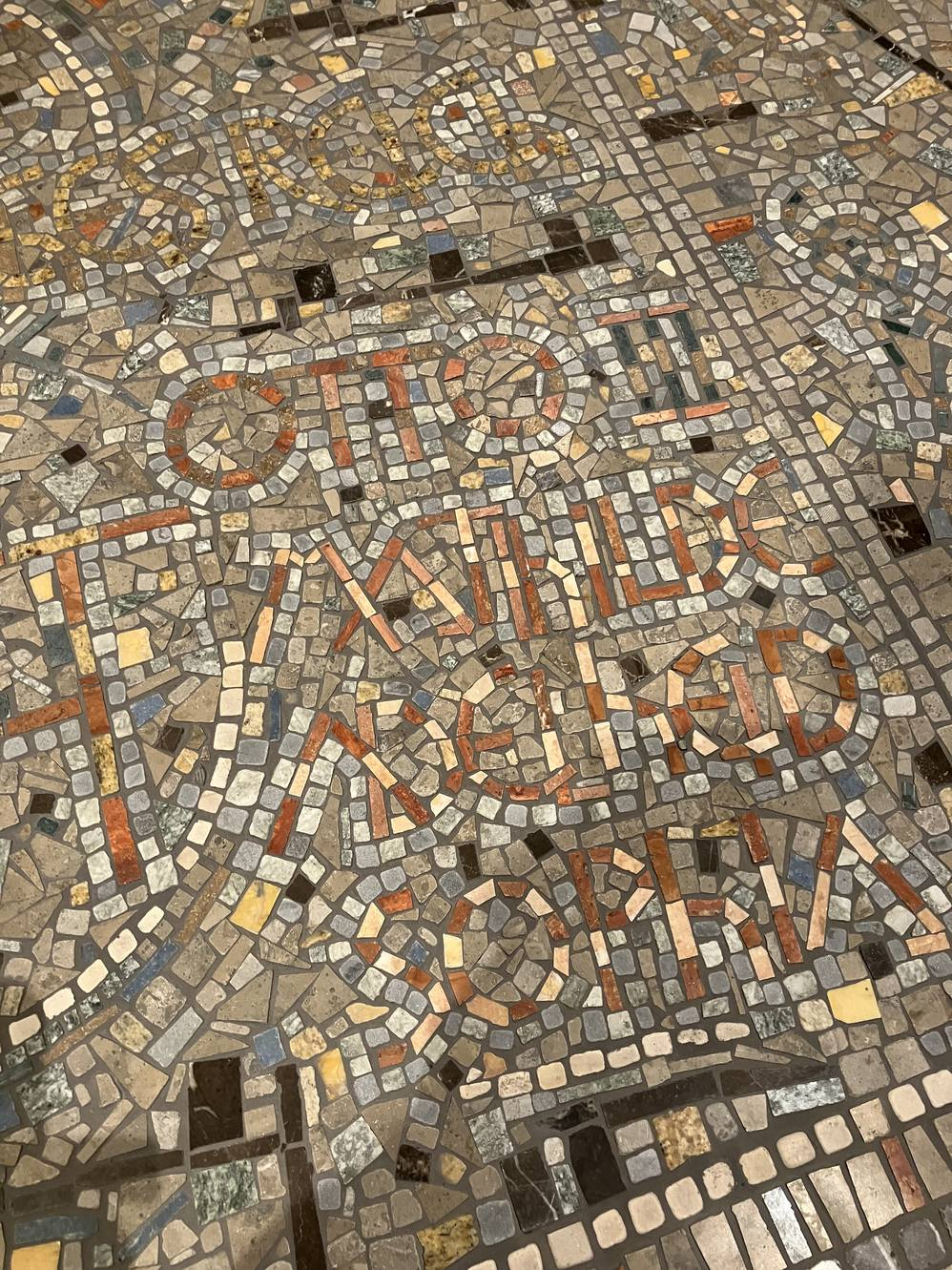
Detail Bodenmosaik (2024, Maria Fernandez Ortiz)

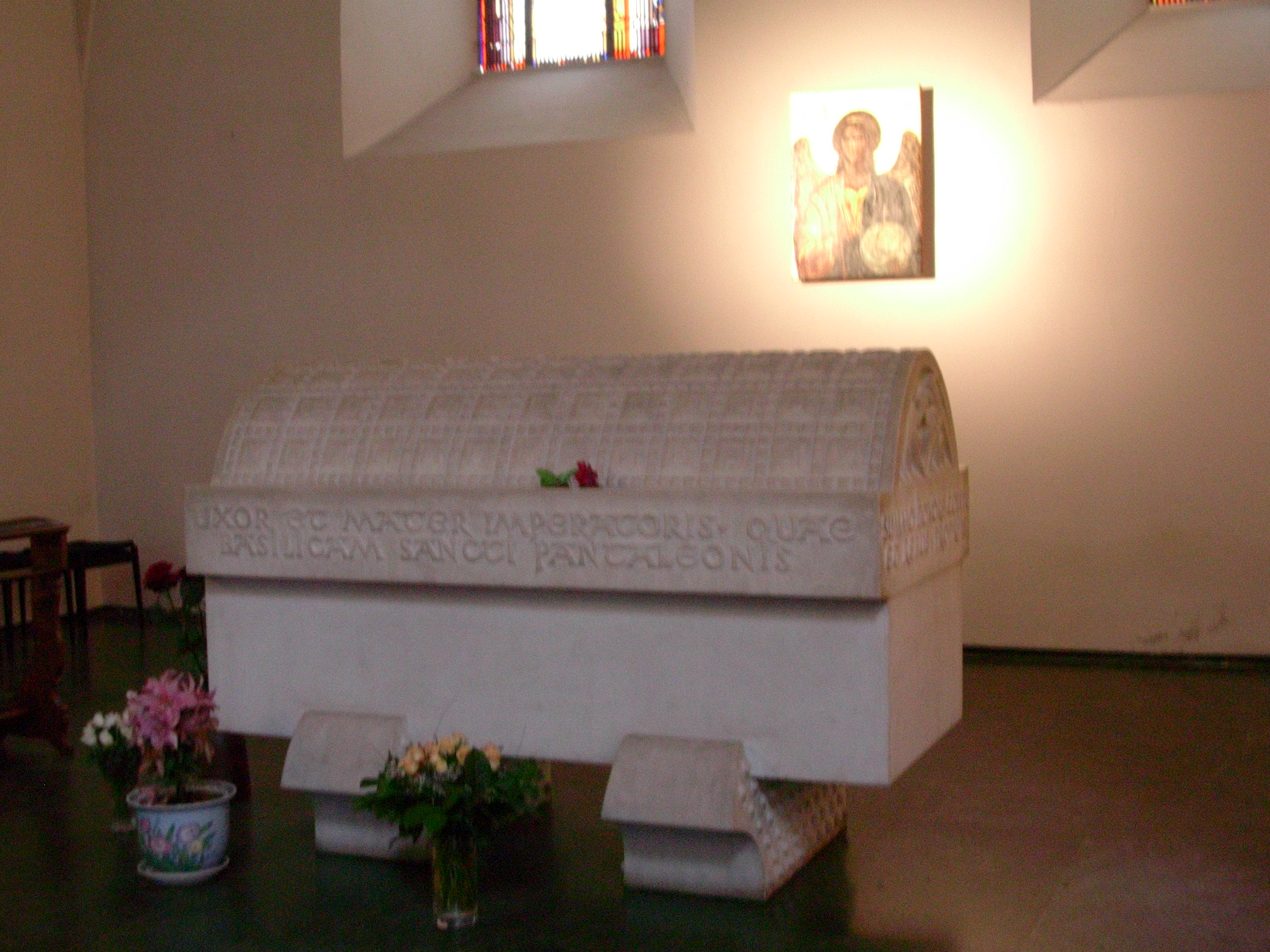
Sarkophag von Kaiserin Theophanu (2005)

Theophanu wurde auf eigenen Wunsch im Westwerk von St. Pantaleon in Köln beigesetzt (ihr Schutzpatron war der heilige Pantaleon). Sie hatte 984 dem Kloster und seiner Kirche Reliquien des heiligen Albinus geschenkt. Ihre letzte Ruhestätte fand sie nach mehreren Umbettungen in dem von Sepp Hürten neu gestalteten Sarkophag aus weißem Naxos-Marmor, in den am 28. Dezember 1962 ein Bleibehälter mit den wenigen sterblichen Überresten der Kaiserin eingebettet wurde. Anlässlich einer umfassenden Sanierung und Renovierung der Kirche St. Pantaleon 2020 bis 2024 erhielt die Grablege Theophanus ein Fußbodenmosaik der chilenischen Künstlerin Maria Fernandez Ortiz aus Aldenhoven. So hat der Sarkophag jetzt einen klar definierten Platz im Westwerk der Kirche. 
An der Stirnseite des Sarkophages ist, in Anlehnung an das oben abgebildete Elfenbeinrelief aus dem 10. Jahrhundert, ein das Herrscherpaar krönender und segnender Christus zu sehen, außerdem die Hagia Sophia (Konstantinopel) sowie Sankt Pantaleon (Köln) als Symbol der geeinten Kirche zu Ottos II. und Theophanus Zeiten und dem Wunsch nach Einigkeit. Der Sarkophag wird von folgender Schrift umgeben: Domina Theophanu, Imperatrix, uxor et mater Imperatoris, quae basilicam sancti Pantaleonis summo honore coluit et rebus propriis munificenter cumulavit, hic sepulcrum sibi constitui iussit („Die Herrin Theophanu, Kaiserin, Gattin und Mutter eines Kaisers, die dieser Kirche des hl. Pantaleon besondere Gunst erwies und sie aus ihrem Besitz großzügig beschenkte, ließ sich an dieser Stelle bestatten.“).
Seit 1989 findet jährlich am 15. Juni, dem Todestag Theophanus, am Sarkophag der Kaiserin eine Eucharistiefeier für die Einheit der Christen in Ost und West statt, deren kirchliche Einheit im Schisma von 1054 auseinanderbrach.